# Puerto de Santiago
Puerto de Santiago (kürzer Puerto Santiago) gehört zur Gemeinde Santiago del Teide in der Provinz Santa Cruz de Tenerife. Der Ort liegt an der Westküste der Kanarischen Insel Teneriffa direkt am Atlantischen Ozean, etwa 10 Kilometer südlich vom Hauptort und etwa acht Kilometer nördlich von Playa San Juan entfernt. 

## Tourismus
Der Ortsteil hat in den letzten Jahren die Wandlung von einem Fischerdorf zu einem Tourismusgebiet vollzogen. Zahlreiche Neubauten für Ferienwohnungen und Hotelanlagen legen Zeugnis ab, wenngleich nach wie vor eine gewisse Authentizität bescheinigt werden kann, da es noch einen kleinen Fischerhafen gibt. Der Ort ist inzwischen fast vollständig mit den nördlich und südlich gelegenen Orten Los Gigantes und Playa de la Arena zu einem großen Touristenzentrum zusammengewachsen.

## Einwohnerentwicklung
Die nachfolgende Tabelle gibt einen Überblick über die Einwohnerentwicklung in Puerto de Santiago seit dem Jahr 2000.
| 2000 | 2001 | 2002 | 2003 | 2004 | 2005 | 2006 | 2007 | 2008 | 2009 |
| ---- | ---- | ---- | ---- | ---- | ---- | ---- | ---- | ---- | ---- |
| 3491 | 3817 | 4157 | 4329 | 4451 | 4729 | 4896 | 4987 | 5224 | 5386 |

## Galerie

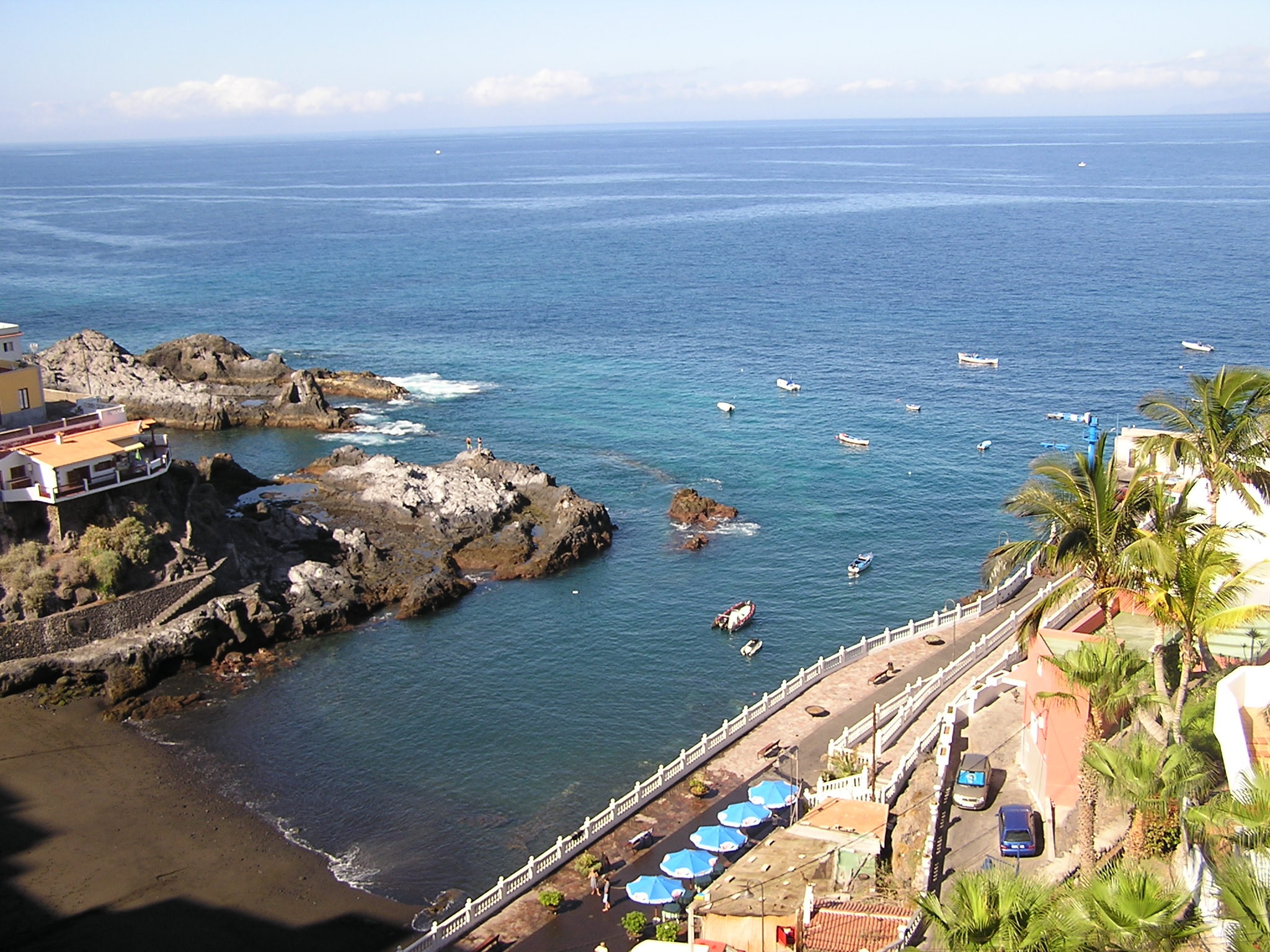
Fischerhafen von Puerto de Santiago
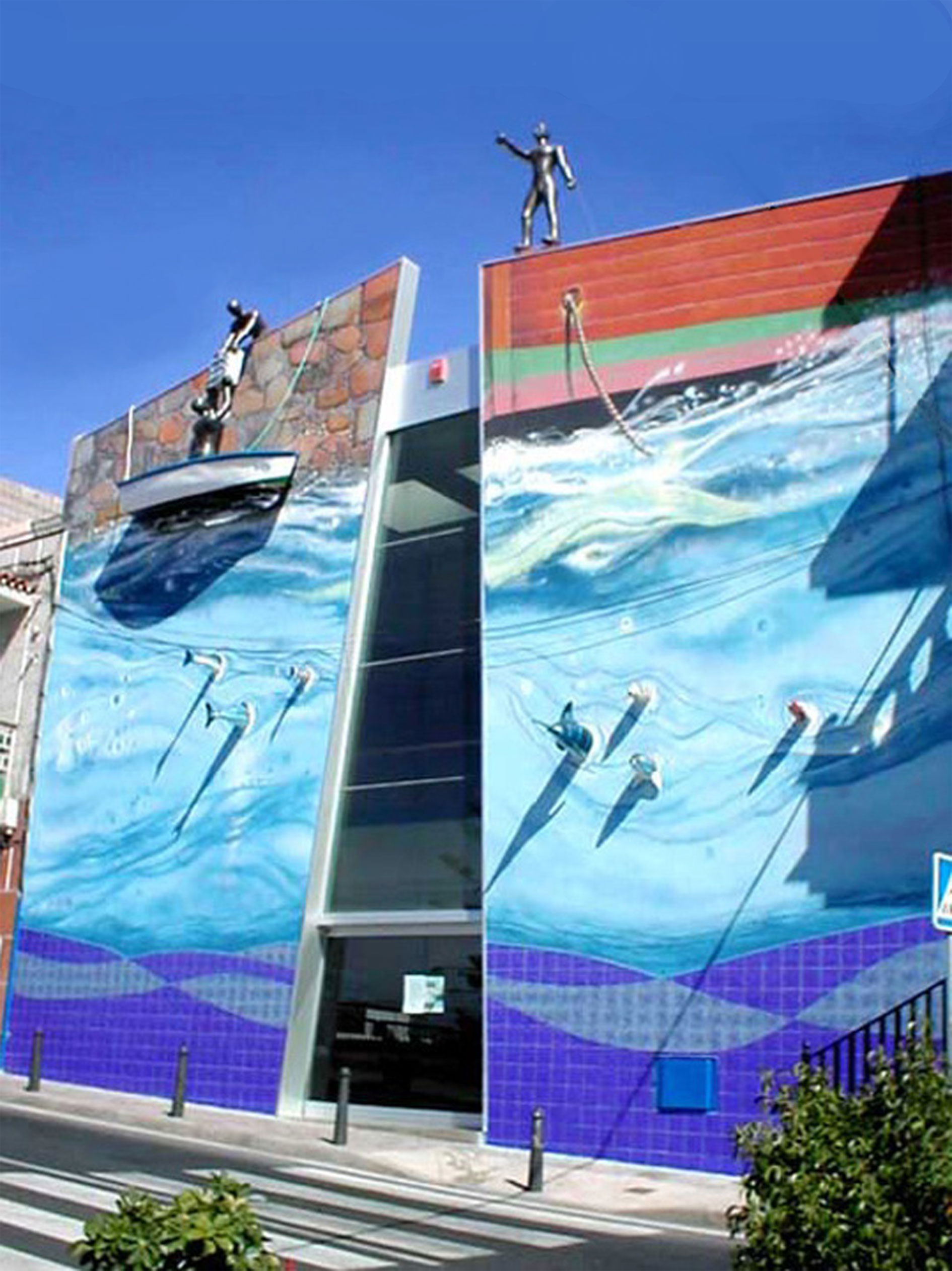
Museum der Fischerei
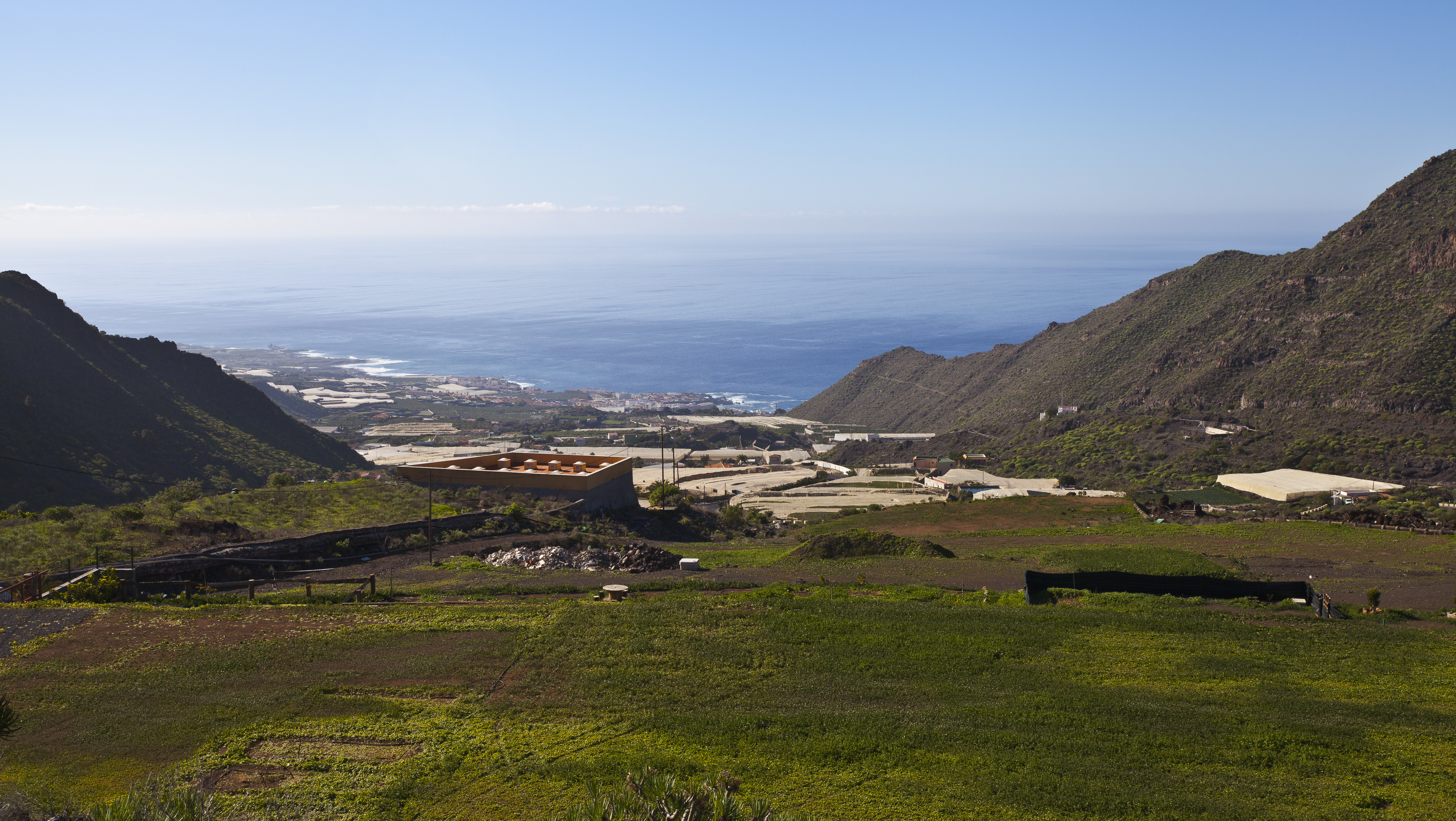
Blick aus dem Teide Nationalpark auf Puerto de Santiago
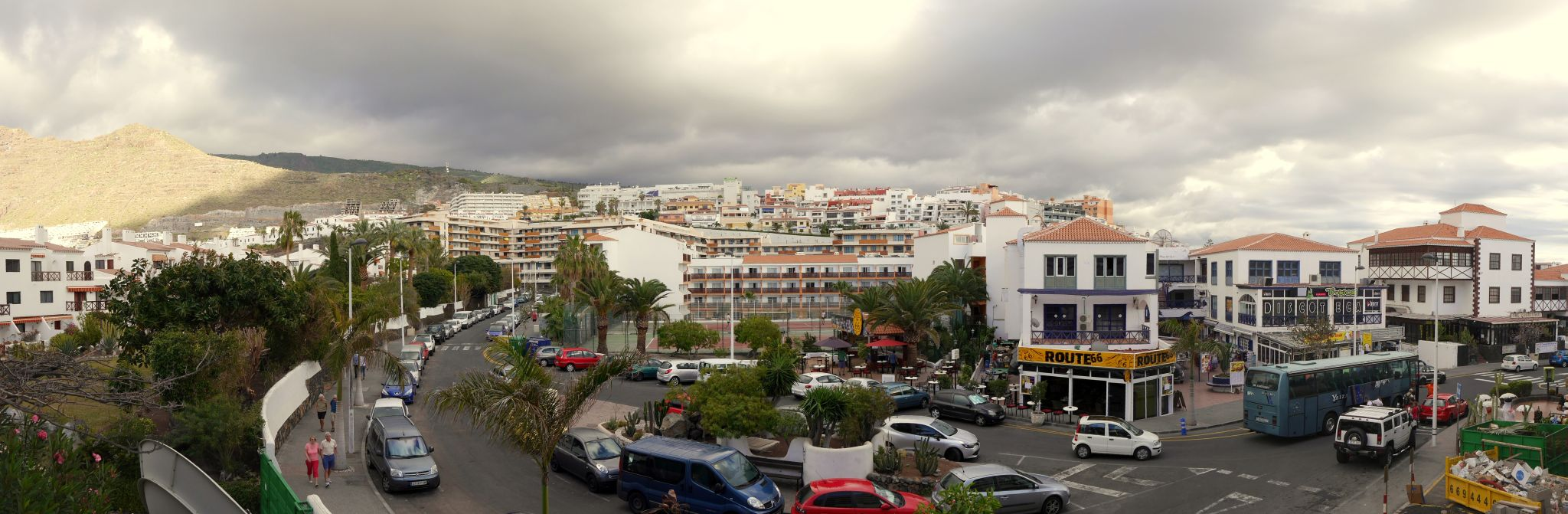
Panorama vom unteren Teil von Puerto de Santiago